# Danilo Mainardi
Danilo Mainardi (pronuncia "Dànilo"; Milano, 25 novembre 1933 – Venezia, 8 marzo 2017) è stato un etologo, ecologo, divulgatore scientifico e ambientalista italiano.
È stato spesso inserito fra i più noti e stimati, nonché fra i primi etologi italiani.

## Biografia

Mainardi nel 1985

Figlio di Enzo Mainardi, poeta e pittore futurista, e Maria Soldi, campagnola, Danilo Mainardi nasce a Milano il 25 novembre 1933. Già da bambino, trasferitosi con la famiglia a Casalmorano, nutre la passione per il disegno degli animali che, trasmessa dal padre pittore, venne conservata in vita adulta. Molti libri di divulgazione scientifica di Mainardi sono arricchiti proprio con le sue rappresentazioni, le quali, in parte raccolte in Novanta animali disegnati da Danilo Mainardi (1989), sono caratterizzate da pochi tratti essenziali. A causa dei bombardamenti della seconda guerra mondiale, che colpiscono, tra le molte città, anche Milano, il nucleo familiare si vede costretto a spostarsi a Soresina, in provincia di Cremona, dove il piccolo Mainardi entra in contatto con la natura, facendo esperienze che non sarebbero state possibili nel capoluogo lombardo, dove aveva comunque visitato lo zoo (poi chiuso nel 1992) nei Giardini pubblici Indro Montanelli (in realtà all'epoca Giardini di Porta Venezia). La passione per la natura si traduce nel desiderio di divenire un pastore, poi un veterinario e infine, al momento di scegliere l'indirizzo universitario, lo zoologo.
Il futuro etologo affermerà di avere ereditato la passione per gli animali da entrambi i genitori, ma in particolare dalla madre, mentre il padre lo esortava a leggere libri sull'evoluzione per poi discorrerne. Questo lo spinge a iscriversi, dopo aver frequentato il liceo a Cremona, al corso di laurea in Scienze biologiche presso l'Università di Parma, in cui si laureerà nel 1956 con una tesi in zoologia. Qui si unisce al gruppo di studio dello zoologo Bruno Schreiber e al corso di genetica tenuto da Luigi Luca Cavalli-Sforza, con il quale, a Milano, analizza le parentele fra le specie attraverso l'analisi dei gruppi sanguigni. Mainardi si imbatte in uno studio, condotto da Ernst Mayr e Richard Andrew, sui rapporti filogenetici di alcune specie, che stava studiando, con i gruppi sanguigni e inizia così a interessarsi al comportamento animale, osservando e conducendo degli esperimenti sui topi. Nell'Università di Parma ha inoltre insegnato, dal 1967 fino al 1992, prima zoologia, quindi biologia generale e infine etologia nelle facoltà di Scienze e di Medicina.
Dal 1973 fu direttore della Scuola internazionale di etologia del Centro di Cultura Scientifica Ettore Majorana di Erice, dove organizzò numerosi corsi specializzati, che sono stati poi in gran parte pubblicati da case editrici internazionali. Fu inoltre professore ordinario di Ecologia comportamentale, di cui divenne poi professore emerito, e di Biologia presso la Facoltà di Scienze Matematiche, Fisiche e Naturali dell'Università Ca' Foscari di Venezia, città dove risiedette per oltre vent'anni.
Mainardi fu direttore dell'Istituto di Zoologia e del Dipartimento di Biologia e Fisiologia generali dell'Università di Parma, nonché del Dipartimento di Scienze Ambientali dell'Università Ca' Foscari. Fu inoltre membro dell'Accademia Nazionale delle Scienze detta dei XL, della Società Italiana di Etologia, di cui fu anche Presidente, e di varie altre accademie e società scientifiche.
Nel 1975 fu presidente della XIV International Ethological Conference, che si svolse a Parma e che vide la partecipazione di Daniel Bovet e Konrad Lorenz, entrambi premi Nobel per la medicina rispettivamente nel 1957 e nel 1973. Coprì nuovamente il ruolo di presidente del convegno intitolato "Multidisciplinary Approaches to Conflict and Appeasement in Animals and Man", organizzato a Parma nel 1985 dall'International Society for Research on Aggression.
Nel 2002 divenne presidente onorario della Lega Italiana Protezione Uccelli (LIPU), della quale nel 1996 era stato nominato presidente nazionale. Fu inoltre, dal 2005, presidente onorario dell'Unione degli Atei e degli Agnostici Razionalisti (UAAR).
Non completamente vegetariano a causa delle necessità imposte dall'anemia, Mainardi sostenne comunque il vegetarianismo, nonostante sottolineasse – basandosi su prove anatomiche e fisiologiche – come la specie umana non sia per sua natura vegetariana. La scelta etica di Mainardi non mirava principalmente all'eliminazione del consumo di carne (seppure ne consigliasse, per motivi di salute, una netta riduzione), bensì a un maggiore rispetto della vita degli animali, soggetti a continue sofferenze all'interno degli allevamenti intensivi, i quali si sono diffusi a causa della sovrappopolazione. Al riguardo, descrisse l'elevata densità di popolazione sul pianeta come la principale fonte dei problemi legati alla specie umana, che, riferendosi al modo insostenibile con cui si è riprodotta nel corso dei secoli, definì «una vera anomalia ecologica».
Per le sue capacità e il suo impegno verso la divulgazione scientifica vinse numerosi premi nel corso degli anni.
Mainardi era un grande appassionato di libri gialli, che definiva «tranquillizzanti e riposanti», ma leggeva anche narrativa, biografie e raramente saggistica e poesia. Sottolineando le analogie fra il lavoro dell'investigatore e quello del ricercatore, Mainardi stesso ha inventato una sorta di genere letterario, definito "giallo etologico", di cui fanno ad esempio parte i suoi libri L'acchiappacolombi (2008) e Le corna del Cesare (2012).
Morì l'8 marzo 2017 al termine di una lunga malattia. È stato sepolto nel cimitero di Casalmorano vicino ai genitori.

## Attività scientifica e divulgativa
Mainardi si occupò principalmente dell'evoluzione del comportamento sociale, in relazione ai ruoli parentali e alloparentali, e sessuale degli animali a partire dallo stadio infantile, dimostrando in particolare l'importanza dell'imprinting nel determinare le preferenze sessuali, sociali e alimentari dell'individuo. Tra le pubblicazioni più significative riguardo a questo argomento si inseriscono La scelta sessuale nell'evoluzione della specie (1968) e Il comportamento animale (1970). Analizzò inoltre gli aspetti comunicativi dei segnali infantili, il comportamento ludico-esplorativo, che svolge la funzione di insegnamento e di esempio nell'ambito della trasmissione culturale, nonché gli effetti della socialità e dell'isolamento sullo sviluppo del comportamento aggressivo. In particolare, con i suoi studi sull'aggressività dimostrò che non esiste appetenza per questo comportamento. Mainardi sviluppò una vasta conoscenza anche al di fuori del suo ambito ristretto, includendovi studi di biologia generale, anatomia comparata ed ecologia comportamentale, materie che poi insegnò.
Mainardi analizzò inoltre il comportamento intelligente degli animali inteso come meccanismo adattativo, che aumenta la probabilità di sopravvivenza di una specie, sottolineando come il pensiero intelligente non sia una dote appartenente solamente alla specie umana. Precisò tuttavia che «non c'è bisogno di avere una mente per stare al mondo», volendo intendere con questo che l'intelligenza non è una prerogativa fondamentale per la sopravvivenza della specie, come testimoniano i mosconi, i quali non possiedono una mente. L'originalità del suo metodo d'indagine, adottato poi da numerosi suoi colleghi, è l'impiego di documenti filmografici, attraverso i quali osservare il comportamento animale in relazione all'attività di problem solving, e quindi dedurre i meccanismi che regolano la risoluzione di problemi. Tali ricerche hanno portato alla scoperta che anche le specie animali posseggono, in certa misura, la capacità tipica dell'uomo di produrre e trasmettere cultura, di trasferire, cioè, da un individuo a un altro, soluzioni di problemi e innovazioni. Quanto scoperto ha permesso a Mainardi di sviluppare – ne L'animale culturale (1974) – una "storia naturale della cultura", che traccia un percorso evolutivo, al cui vertice si posiziona la specie umana.
Mainardi sosteneva che solamente andando a correggere la visione dell'uomo nei confronti del mondo e della natura sia possibile eliminare definitivamente i problemi ambientali. Egli sottolineava inoltre che l'uomo possiede le potenzialità per compiere tale cambiamento, ma è frenato dalla sua incapacità di vedere le conseguenze a lungo termine. Notava inoltre come le donne risultino più sensibili ai temi animalisti. Al riguardo si impegnò sempre in attività di protezione ed educazione ambientale, soprattutto nei confronti dei bambini, i quali si dimostrano più interessati agli animali rispetto agli adulti.
Mainardi fu autore di oltre duecento pubblicazioni. Alla vastissima produzione scientifica, che si estende dagli studi di eco-etologia ai fondamenti teorici di educazione ambientale, Mainardi alternò un'intensa attività di divulgazione scientifica – di cui sono un esempio il Dizionario di etologia (1992) e Lo zoo aperto (1994) – approcciandosi al mondo animale attraverso un linguaggio meno tecnico e più affettivo, come si può notare dalle pubblicazioni più recenti, fra le quali: Arbitri e galline. Le sorprendenti analogie tra il mondo animale e il mondo umano (2004), L'intelligenza degli animali (2009), Le corna del Cesare (2012) e Noi e loro. Cento piccole storie di animali (2013).
Redasse inoltre la pagina presente nell'Enciclopedia del Novecento, èdita dall'Istituto della Enciclopedia Italiana, che definisce la disciplina dell'etologia.
Fu direttore dell'Italian Journal of Zoology, organo dell'Unione Zoologica Italiana, e partecipò come consulente a numerose trasmissioni televisive specialistiche, tra le quali  Almanacco del giorno dopo (con la sua rubrica Dalla parte degli animali), ma soprattutto con Piero Angela per i programmi Quark, Superquark e Quark speciale; prese, inoltre, anche parte agli approfondimenti nella seconda puntata della serie Il pianeta dei dinosauri a fianco dello psicobiologo Alberto Oliverio. Collaborò con i quotidiani Corriere della Sera e Il Sole 24 Ore, e con i periodici Airone, Quark e Casaviva.
Sostenne la validità della pet therapy, rimarcando come il contatto dell'uomo con certi animali produca benessere. Mainardi sottolineò inoltre in più occasioni come sia importante evitare antropomorfismi di animali per non fraintenderne i comportamenti e le necessità. Allo stesso modo, si dimostrò critico nei confronti dell'immagine degli animali proposta dalla Disney nei cartoni animati e in particolare nei documentari, dove, conferendo ad essi caratteristiche antropomorfe, alcuni animali vengono raffigurati come cattivi e altri come buoni. In merito ai numerosi casi in cui viene supposto il suicidio di animali (soprattutto cani), Mainardi si dichiarò scettico nei confronti di questa ipotesi, perché la consapevolezza della propria morte non appartiene a nessuna specie all'infuori dell'uomo.
Pur definendo la questione della sofferenza degli animali nelle pratiche vivisezionistiche «un problema difficilissimo [...] che andrebbe risolto globalmente», sostenne che si potrebbe ridurre notevolmente l'impiego di animali autocoscienti nella sperimentazione animale se questi non generassero ingenti introiti per le multinazionali che li allevano in grandi quantità. Quindi, per Mainardi, solo una piccola parte della sperimentazione animale necessita realmente di animali vivi e senzienti, mentre gran parte degli esperimenti potrebbe essere sostituita da altri metodi d'indagine, come ad esempio le colture cellulari.
Si dichiarò contrario alle corride e all'impiego di animali nei circhi, criticando fortemente l'opinione diffusa secondo la quale queste procedure debbano essere mantenute, poiché rappresentative di una tradizione popolare. Fece sopprimere il proprio cane, ormai malato terminale e sofferente, per garantirgli «una dolce morte», piuttosto che un accanimento terapeutico.
In un'intervista definì appaganti le importanti scoperte relative alle ricerche sull'aggressività, sull'influenza dell'imprinting nelle scelte sessuali e sulla trasmissione di cultura degli animali, aggiungendo poi che la più grande soddisfazione gli era comunque venuta dall'attività divulgativa e saggistica, con la quale aveva fornito a molti lettori un aiuto nel comprendere e rispettare gli animali. Nella stessa intervista dichiarò che, se avesse dovuto scegliere un animale nel quale reincarnarsi, avrebbe preferito essere un uccello per la «meravigliosa» capacità di volare.

## Opere
- La scelta sessuale nell'evoluzione della specie, Torino, Boringhieri, 1968.
- Il comportamento animale. Introduzione all'etologia, Bologna, Zanichelli, 1970.
- Storie naturali, Milano, Sonzogno, 1974.
- L'animale culturale, Milano, Rizzoli, 1974.
- Il cane e la volpe, Milano, Rizzoli, 1976.
- Intervista sull'etologia, a cura di Paolo Caruso, Roma-Bari, Laterza, 1977.
- Avventure con gli animali, a cura di, Bari, De Donato, 1979.
- Il mestiere dell'etologo, Milano, Bompiani, 1979.
- Lo zoo aperto, Milano, Rizzoli, 1981.
- Il gene giuridico, con Angelo Falzea, Milano, Dott. A. Giuffrè Editore, 1983.
- Lo zoo aperto. Seconda serie, Milano, Rizzoli, 1984. ISBN 88-17-83521-8.
- Animali intorno a noi, Milano, Longanesi, 1985. ISBN 88-304-0599-X.
- Lo specifico etologico, Roma, Editori Riuniti, 1986. ISBN 88-359-2922-9.
- Zoo privato, Milano, Longanesi, 1987. ISBN 88-304-0730-5.
- Animali visti da vicino, Milano, Ghisetti e Corvi, 1987.
- L'etologia caso per caso, Milano, G. Mondadori, 1988. ISBN 88-374-1032-8.
- Novanta animali disegnati da Danilo Mainardi, Torino, Bollati Boringhieri, 1989. ISBN 88-339-0490-3.
- Animali e uomini, Roma, Il cigno Galileo Galilei, 1989. ISBN 88-7831-008-5.
- Dalla parte degli animali, Milano, Longanesi, 1990. ISBN 88-304-0947-2.
- Galapagos e Patagonia. Sulle orme di Darwin, con Marco Visalberghi, Roma, Il cigno Galileo Galilei, 1991. ISBN 88-7831-013-1.
- Etologia & protezione animale, con Sergio Papalia, Bologna, Grasso, 1991. ISBN 88-7055-118-0.
- Dizionario di etologia, Torino, Einaudi, 1992. ISBN 88-06-13027-7.
- Animali famosi e altri animali, Milano, G. Mondadori, 1992. ISBN 88-374-1276-2.
- Animali in famiglia, con Alessandro Minelli, Firenze, Primavera, 1992. ISBN 88-09-45246-1.
- Animali cacciatori, con Alessandro Minelli, Firenze, Primavera, 1992. ISBN 88-09-45247-X.
- Animali che imparano, con Alessandro Minelli, Firenze, Primavera, 1992. ISBN 88-09-45248-8.
- Animali in società, con Alessandro Minelli, Firenze, Primavera, 1992. ISBN 88-09-45249-6.

- Il linguaggio degli animali, con Alessandro Minelli, Firenze, Primavera, 1992. ISBN 88-09-45250-X.
- Come si difendono gli animali, con Alessandro Minelli, Firenze, Primavera, 1992. ISBN 88-09-45251-8.
- Natura che vive, con Alessandro Minelli, Firenze, Primavera, 1993. ISBN 88-09-45285-2.
- Un innocente vampiro, Milano, A. Mondadori, 1993. ISBN 88-04-36874-8.
- Il corno del rinoceronte, Milano, A. Mondadori, 1996. ISBN 88-04-40665-8.
- Del cane, del gatto e di altri animali. Viaggio di un naturalista tra gli animali domestici, Milano, A. Mondadori, 1996. ISBN 88-04-41601-7.
- Gli animali fanno così, con Alessandro Minelli, Firenze, Primavera, 1997. ISBN 88-09-45408-1.
- La strategia dell'aquila. Gli uccelli ci raccontano come eravamo, come siamo, come dovremmo essere, Milano, Mondadori, 2000. ISBN 88-04-43257-8.
- L'animale irrazionale. L'uomo, la natura e i limiti della ragione, Milano, Mondadori, 2001. ISBN 88-04-48837-9.
- Arbitri e galline. Le sorprendenti analogie tra il mondo animale e il mondo umano, Milano, Mondadori, 2003. ISBN 88-04-52357-3.
- Nella mente degli animali, Milano, Cairo, 2006. ISBN 88-6052-042-8.
- La bella zoologia, Milano, Cairo, 2008. ISBN 978-88-6052-148-4.
- L'acchiappacolombi, Milano, Cairo, 2008. ISBN 978-88-6052-189-7.
- L'intelligenza degli animali, Milano, Cairo, 2009. ISBN 978-88-6052-215-3.
- Il cane secondo me, Milano, Cairo, 2010. ISBN 978-88-6052-327-3.
- Animalia, con Guido Barbujani, Enzo Bianchi, Massimo Cacciari, Ivano Dionigi, Umberto Eco, Milano, BUR Rizzoli, 2011. ISBN 978-88-17-04837-8.
- Le corna del Cesare, Milano, Cairo, 2012. ISBN 978-88-6052-421-8.
- L'uomo, i libri e altri animali. Dialogo tra un etologo e un letterato, con Remo Ceserani, Bologna, il Mulino, 2013. ISBN 978-88-15-24163-4.
- Noi e loro. 100 piccole storie di animali, Milano, Cairo, 2013. ISBN 978-88-6052-468-3.
- L'uomo e altri animali. Così uguali, così diversi, Milano, Cairo, 2015. ISBN 978-88-6052-602-1.
- La città degli animali, Milano, Cairo, 2016. ISBN 978-88-6052-739-4.